# Georg David Hardegg

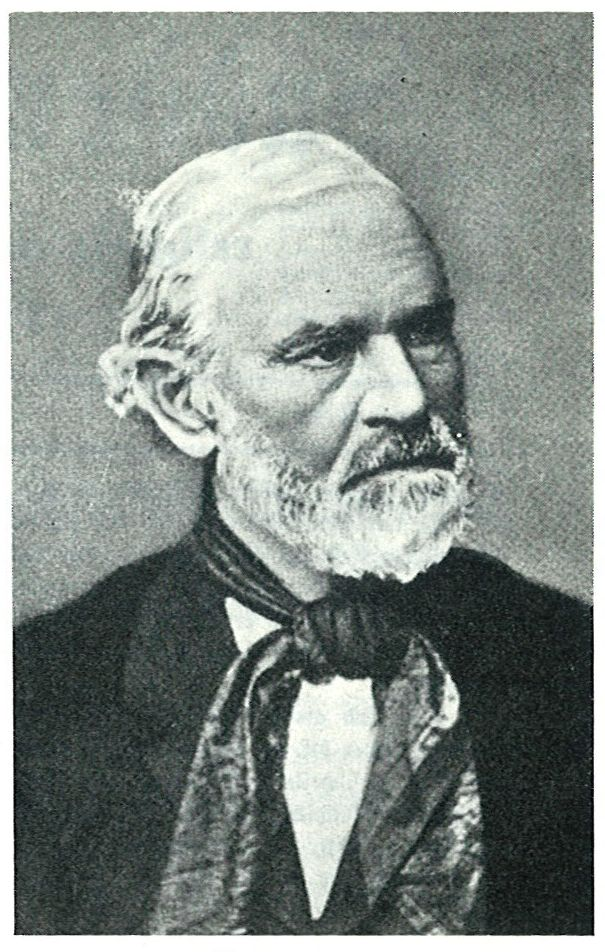
Georg David Hardegg (1812–1879)

Georg David Hardegg (* 2. April 1812 in Eglosheim; † 11. Juli 1879 in Haifa) war ein deutscher Kaufmann. In der Zeit von 1832 bis 1833 betätigte er sich für die liberal-republikanische Idee und nationale Einheit Deutschlands als Teilnehmer der Franckh-Koseritz’schen Verschwörung. Später war er Mitgründer der Deutschen Tempelgesellschaft.

## Leben und Wirken

### Ausbildung, Prozess und Exil
Georg David Hardegg wurde in Eglosheim, einem heutigen Stadtteil von Ludwigsburg, am 4. Februar 1812 geboren. Er war der zweite Sohn von Johann Friedrich Hardegg und dessen Frau Sabine Eiselen. Nach Besuch des Gymnasiums in Ludwigsburg absolvierte er zunächst eine kaufmännische Ausbildung. Diese führte ihn 1830 nach Amsterdam und Antwerpen, wo er Zeitzeuge der Belgischen Revolution und durch diese politisiert wurde. Gegen November kehrte er nach Eglosheim zurück und diskutierte über seine Erlebnisse mit den Jugendfreunden Friedrich Ludwig Groß, Gottlieb Heinrich Mayer und auch Gustav Widenmann. Bei einem zweiten Auslandsaufenthalt in Paris lernte Hardegg im September 1832 den Buchhändler Friedrich Gottlob Franckh (1802–1845) kennen. Über den Gesinnungsgenossen kam er in Kontakt mit dem französischen Klub „Les amis du peuple“. Dort bekam er Kontakt zu anderen deutschen Republikanern. Ebenso reifte hier die Idee den Kaufmannsberuf aufzugeben und Medizin zu studieren.
Im Dezember 1831 kehrte er nach Württemberg zurück und bereitete sich darauf vor im Herbst 1832 das Medizinstudium in Tübingen zu beginnen. Auch sein Freund Franckh kehrte 1832 zurück und besuchte das Hambacher Fest, wo er Kontakte zu weiteren Liberalen knüpfte. Im Nachgang des Hambacher Festes wurden von der Bundesregierung des Deutschen Bundes in der Freien Stadt Frankfurt Beschlüsse erlassen, die Repression gegen die Oppositionellen vorsah. Dies betraf Hardegg, da er sich nun ebenfalls wie Franckh im Kreis der Revolutionäre befand und an seiner Seite nach Frankfurt am Main reiste. Darüber hinaus lernte er unter den Umstürzlern im August 1832 den Oberleutnant Ernst Ludwig Koseritz kennen. Mit diesem traf Hardegg Vorbereitungen für einen Putsch gegen den württembergischen Regenten Wilhelm I. Um die Bürger aufzuwiegeln verteilte er in der Umgebung seines Studienorts Tübingen bis Ende des Jahres 1832 und Anfang 1833 republikanische Flugschriften zusammen mit Jugendfreunden, die er auf seine Seite gezogen hatte. Die Ermittlungen gegen die Flugschriftverteiler führten auf ihn zurück durch die Verbindung anderer Teilnehmer an der Franckh-Koseritz’schen Verschwörung, so dass er sich am 1. Februar freiwillig stellte. Wegen „revolutionärer Tätigkeiten“ blieb er insgesamt acht Jahre lang inhaftiert. Sein Prozess begann im Januar 1833 wegen Hochverrat. Der Prozess dauerte insgesamt bis 1839. In erster Instanz wurde er zu 14 Jahren Zuchthaus verurteilt und nach Revision die Strafe auf neun Jahre verkürzt. Im Jahr 1840 wurde Hardegg unter der Bedingung, dass er Württemberg verlässt und ins Exil geht, aus der Haft entlassen. Im Zuge der Demagogenverfolgung wurde er im Schwarzen Buch der Frankfurter Bundeszentralbehörde (Eintrag Nr. 619) festgehalten.
Hardegg wanderte 1840 nach Schaffhausen in die Schweiz aus und arbeitete zu Anfang als Buchhalter, später als Leiter eines Handelshauses. 1846 kehrte er nach Ludwigsburg zurück, da ihm zum 30-jährigen Thronjubiläum Amnestie von Wilhelm I. gewährt wurde. Dort eröffnete er ein Lederwarenfachgeschäft.

### Die Tempelbewegung
Während seiner Zeit im Gefängnis hatte sich Hardegg einem christlichen Mystizismus zugewandt. Im Jahre 1848 begegnete er Christoph Hoffmann und dessen Tempelbewegung. In Hardegg fand Hoffmann einen Glaubensgenossen, mit dem er seine religiösen Vorstellungen verwirklichen konnte. Für Hardegg wurde in der Folgezeit klar, dass auf dem Gebiet eines deutschen Fürstentums für die neue religiöse Gemeinschaft kein geeigneter Platz für eine ungehinderte religiöse Entfaltung zu finden war. Hardegg forcierte deshalb die Pläne für eine Auswanderung der Gemeinschaft.
1854 begann Hardegg mit der Registrierung von Kandidaten für den Aufbruch nach Palästina. Am 24. August 1854 fand in Ludwigsburg eine größere von Hoffmann geleitete Versammlung statt, auf der der Öffentlichkeit die Gründung der „Gesellschaft für Sammlung des Volkes Gottes in Jerusalem“ bekannt gegeben wurde. Auf dieser Veranstaltung wurde eine Eingabe an den Deutschen Bundestag in Frankfurt verfasst, in dem dieser ersucht wurde, durch eine Intervention beim türkischen Sultan dem „Volk Gottes“ die Ansiedlung in Palästina zu ermöglichen.
1858 unternahmen Hardegg und Hoffmann eine erste Expedition nach Palästina, um nach Möglichkeiten einer Ansiedlung zu suchen. Nach ihrer Rückkehr leiteten Hoffmann und Hardegg die Tempelgesellschaft gemeinsam. Im Jahre 1859 erfolgte aufgrund der religiösen Aktivitäten der Tempelgesellschaft der Bruch mit der evangelischen Landeskirche Württembergs.
Im August 1868 machten Hardegg und Hoffmann sich mit ihren Familien ins Heilige Land auf. Im Spätherbst 1868 kamen sie an die palästinensische Mittelmeerküste bei Haifa, um hier eine „Empfangsstation“ und dauerhafte Tempelsiedlung anzulegen. Im nahe gelegenen Haifa gründeten sie im Frühjahr 1869 die erste Templerkolonie. Hardegg wurde deren Vorsteher. In dieser Zeit entstanden auch Kontakte zwischen Hardegg und Vertretern der Religion der Bahai.
Die Aufteilung der Leitungsbefugnisse zwischen Hoffmann, der den Siedlungen Jaffa, Sarona und Rephaim vorstand, und Hardegg bewährte sich nicht. In der Folgezeit kam es zum Zerwürfnis zwischen Hardegg und Hoffmann. Im Juni 1874 wurde Christoph Hoffmann zum alleinigen Vorsteher der Gemeinschaft gewählt. Daraufhin entzweiten sich die Templer und es kam zum Schisma. Nach persönlichen und substantiellen Auseinandersetzungen der Tempelvorsteher Christoph Hoffmann und Hardegg trat etwa ein Drittel der Templer mit Hardegg aus der Tempelgesellschaft aus.
Die Ausgetretenen um Hardegg suchten den Anschluss an eine andere christliche Konfession. Zu diesem Zweck wandten sie sich an die lutherische Schwedische Kirche (1874) und die anglikanische Church Missionary Society (1879), aber beide lehnten es ab, sich der Ausgetretenen anzunehmen. Im Jahre 1878 gründeten Hardegg und die meisten anderen Ausgetretenen den Tempelverein, aber nach Hardeggs Tod im folgenden Jahr schwand der Zusammenhalt seiner Anhänger. Georg David Hardegg starb am 11. Juli 1879 in Haifa.
Im Jahre 1885 hatte Carl Schlicht, Pastor der evangelischen Gemeinde zu Jerusalem, begonnen, unter den Ausgetretenen um den verstorbenen Hardegg zu missionieren. So gelang es – zunächst nur in Haifa – eine evangelische Gemeinde aus ehemaligen Templern zu bilden. Im Jahre 1889 konstituierten konvertierte Templer mit einigen anderen Protestanten die evangelische Gemeinde Jaffa. Beide Gemeinden traten der Evangelischen Landeskirche der älteren Provinzen Preußens als Mitglieder bei.

## Familie
Nach Entlassung aus der Haft heiratete er am 10. Mai 1840 Sabine Dorothee Hartmann (1814–1885). Beider Tochter Klara Hardegg (1850–1885) heiratete 1874 den Architekten Theodor Sandel. Die Tochter Sophie Hardegg heiratete 1869 den Dänen Peter Julius Löytved, durch beide wurde Hardegg Großvater von Julius Löytved-Hardegg, deutscher Diplomat. Hardeggs Sohn Ernst David war von 1871 bis 1909 Vizekonsul für die Vereinigten Staaten von Amerika in Jaffa, wo er das Hotel Jerusalem (Juni 2018 als Drisco Hotel neu eröffnet) führte. Von 1910 bis März 1917 wirkte Ernst Hardeggs Sohn Jacob als US-Vicekonsul in Jaffa.

## Schriften (Auswahl)
- Georg David Hardegg (Hrsg.): Entwurf einer Völker-Gesellschaft zur Erneuerung des Orients. Stuttgart 1867.